# Eggslut
 (décembre 2018).
 (mars 2021).
Si vous disposez d'ouvrages ou d'articles de référence ou si vous connaissez des sites web de qualité traitant du thème abordé ici, merci de compléter l'article en donnant les références utiles à sa vérifiabilité et en les liant à la section « Notes et références ».
Eggslut est un établissement de restauration rapide de Californie, aux États-Unis, qui sert une variété de plats à base d’œufs et de viandes.

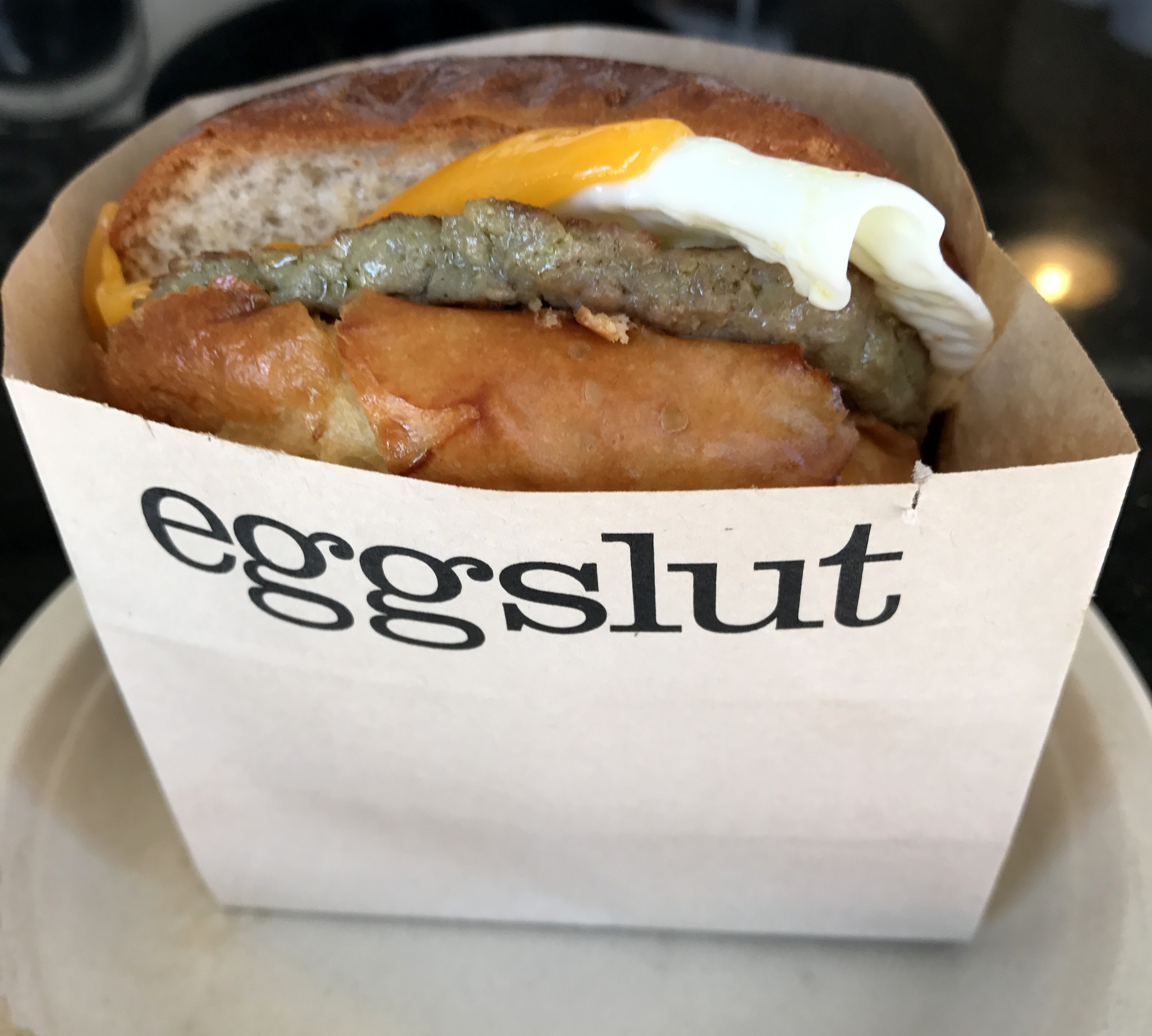
Viande Burger Egglslut USA 2018 Californie.